# PGC 2248
PGC 2248, welche auch als Cartwheel-Galaxie (dt. Wagenradgalaxie) bezeichnet wird, ist eine Ringgalaxie im Sternbild Bildhauer am Südsternhimmel. Sie ist schätzungsweise 403 Millionen Lichtjahre von der Milchstraße entfernt. Die Wagenradform dieser Galaxie ist das Ergebnis einer heftigen galaktischen Kollision. Eine kleinere Galaxie ist dabei direkt durch eine große Scheibengalaxie hindurchgezogen und hat dabei Schockwellen erzeugt, die Gas und Staub aufgewirbelt und Regionen mit intensiver Sternenentstehung ausgelöst haben. Der äußerste Ring der Galaxie, die 1,5-mal so groß ist wie unsere Milchstraße, markiert die Vorderkante der Schockwelle.
Im Zentrum der Wagenradgalaxie steht ein einer elliptischen Galaxie ähnlicher Bulge. Der Ring der Wagenradgalaxie hat einen Durchmesser von 150.000 Lichtjahren, ist instabil und bewegt sich mit 340.000 km pro Stunde vom Zentrum weg. Eines der beiden kleinen Gebilde links im Bild, zwei kleine Galaxien nahe der Wagenradgalaxie, könnte der an der Kollision beteiligte Eindringling sein. Dass die obere Blaue von den beiden Galaxien ebenfalls Turbulenzen und viele Sternentstehungen aufweist, spricht dafür, dass sie es war.
Das Besondere an dieser Galaxie sind die Sternenbänder, die ‚Speichen‘ des Wagenrads, welche sich vom Zentrum der Galaxie zu ihrem Ring ziehen. Sie sind aller Wahrscheinlichkeit nach die früheren Spiralarme der gestörten Sterneninsel. Eine weitere Besonderheit sind große Ballungen von Gas am äußeren Rand der Hauptebene. Von diesen Gasansammlungen erhofft man sich weiteren Aufschluss über die ungewöhnliche Form der Wagenradgalaxie.

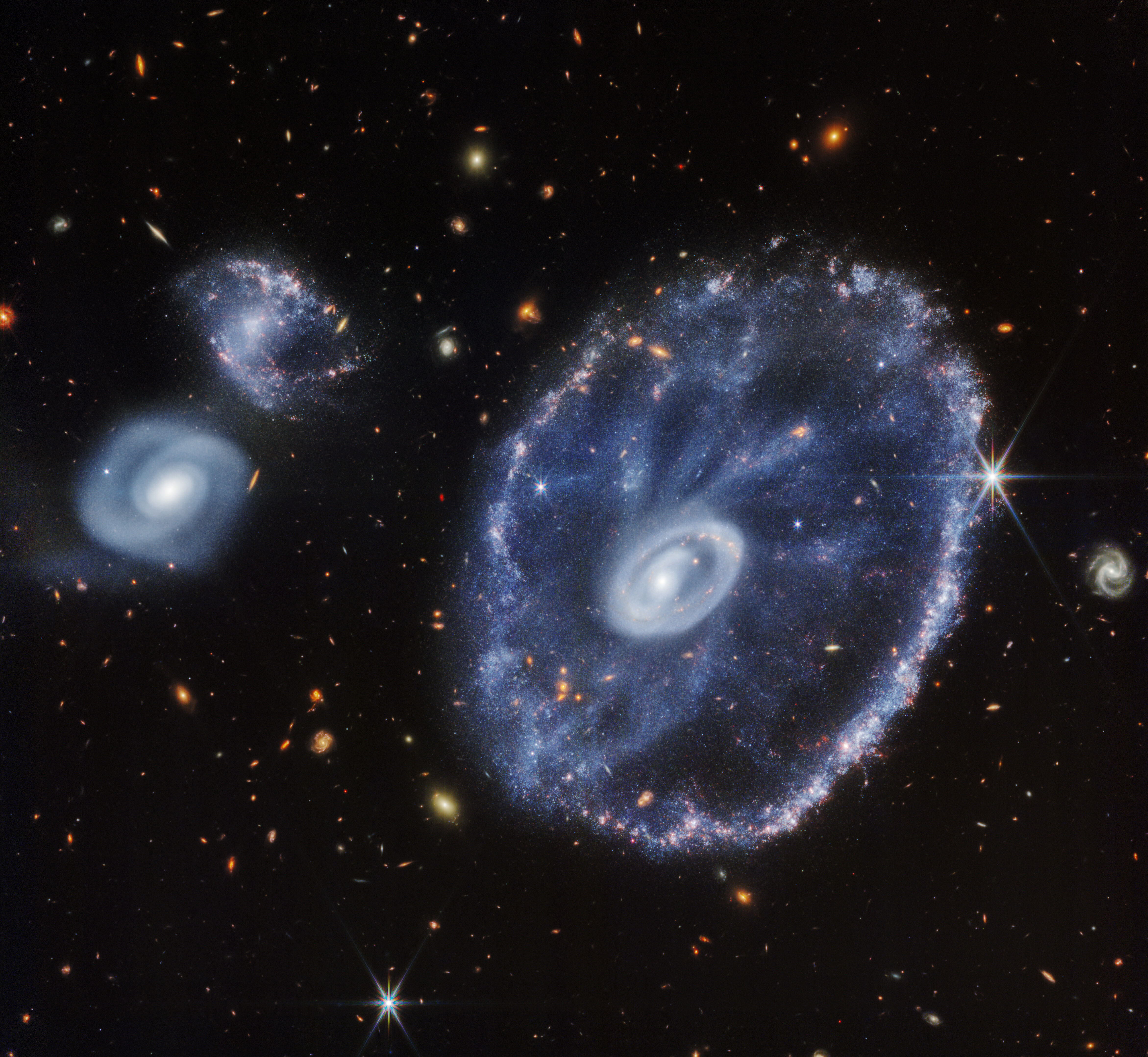
Aufnahme im nahen Infrarot mithilfe des James Webb-Weltraumteleskops
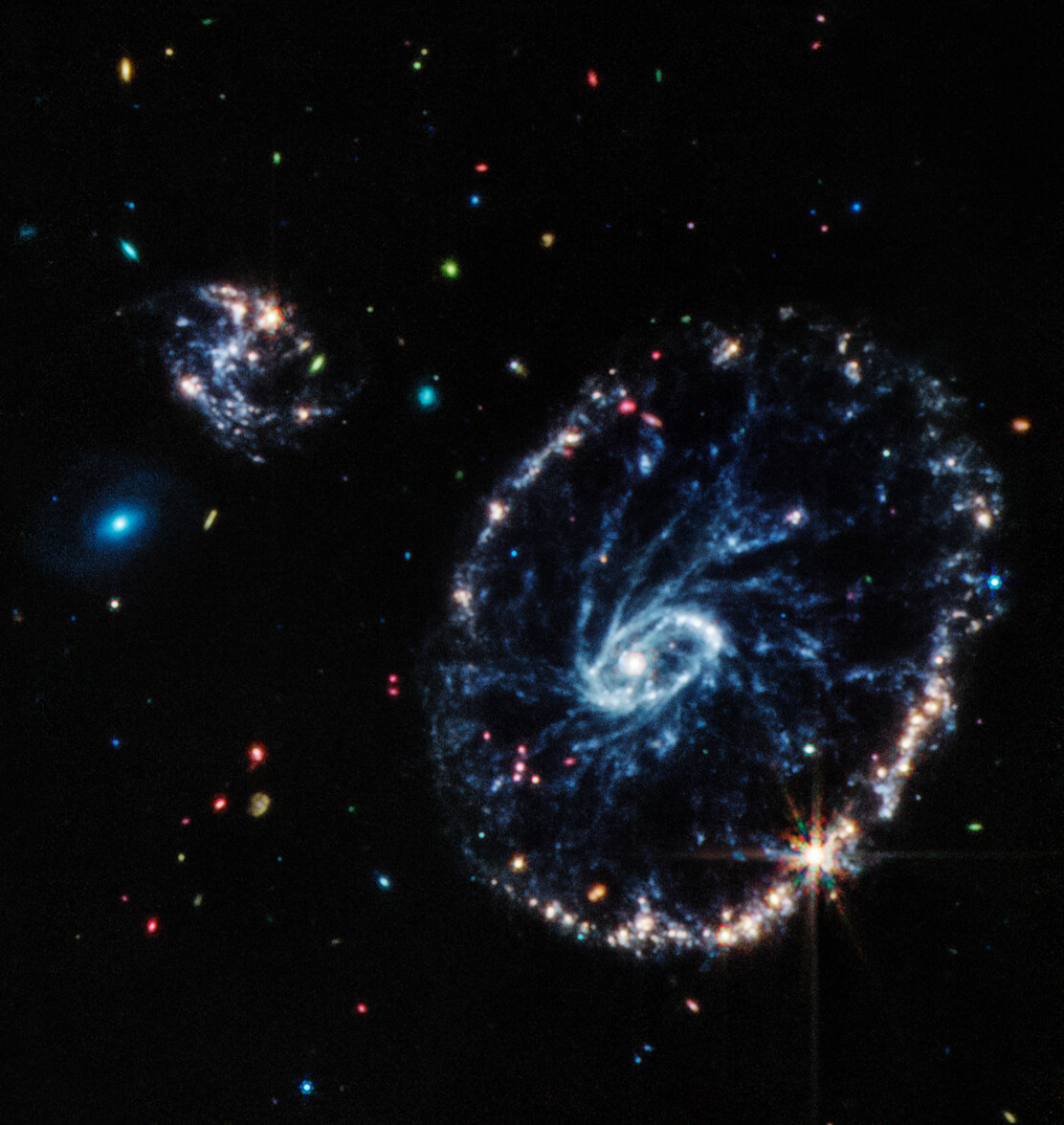
… und im mittleren Infrarot